# Atelopus monohernandezii
Atelopus monohernandezii is een kikker uit de familie padden (Bufonidae) en het geslacht klompvoetkikkers (Atelopus). De soort werd voor het eerst wetenschappelijk beschreven door Maria Cristina Ardila-Robayo, Mariela Osorno-Muñoz en Pedro M. Ruiz-Carranza in 2002. Omdat de soort pas sinds recentelijk is beschreven wordt de kikker in veel literatuur nog niet vermeld. De soortaanduiding monohernandezii is een eerbetoon aan Jorge Ignacio Hernández-Camacho (1935 - 2001).
Atelopus monohernandezii leeft in delen van Zuid-Amerika en komt endemisch voor in Colombia. De kikker is bekend van een hoogte van 1700 tot 2200 meter boven zeeniveau. De soort komt in een relatief klein gebied voor en is hierdoor kwetsbaar. Door de internationale natuurbeschermingsorganisatie IUCN wordt de soort beschouwd als 'kritiek'.
Atelopus monohernandezii komt voor in nevelbossen. Enige aanpassing van de habitat wordt getolereerd. De larven ontwikkelen zich in stroompjes.